# Carlos Enrique
Carlos Alberto Enrique (Buenos Aires, 12 de diciembre de 1963) conocido también como «el Loco» Enrique, es un exfutbolista y entrenador argentino que se desempeñó como lateral izquierdo.

## Biografía y trayectoria
Empezó en las inferiores de Lanús.
Arribó a Independiente en 1982, en un rojo subcampeón del Metropolitano 1982. En su etapa más laureada como jugador ganó títulos nacionales e internacionales en el club, más reconocidamente la Copa Libertadores 1984 y la Intercontinental del mismo año. En 1983 perdería la final del Nacional pero ganaría el Metropolitano unos meses más tarde. 
Más tarde llegaría a River Plate, donde se consagró campeón de dos torneos nacionales, el torneo de temporada 1989-90, y el Apertura 1991. 
Volvió a jugar en Lanús en 1992, para luego pasar a Gimnasia y Tiro de Salta. De allí se trasladó a Perú para jugar con Alianza Lima. Después pasó por Douglas Haig, Banfield, y finalizó su carrera en All Boys en 1999.

### Entrenador
Fue director técnico de Villa San Carlos, de El Porvenir en 2012 junto a Luis Ventura, Union de Villa Krause en 2013 y tuvo varios pasos por General Paz Juniors, la última vez en 2014.

## Clubes

### Como futbolista
| Club            | País      | Año       | Partidos | Goles |
| --------------- | --------- | --------- | -------- | ----- |
| Independiente   | Argentina | 1982-1987 | 180      | 3     |
| River Plate     | Argentina | 1988-1992 | 112      | 2     |
| Lanús           | Argentina | 1992-1993 | 30       | 0     |
| Gimnasia y Tiro | Argentina | 1993-1994 | 21       | 0     |
| Alianza Lima    | Perú      | 1994-1995 | 5        | 0     |
| Douglas Haig    | Argentina | 1995      | 3        | 0     |
| Banfield        | Argentina | 1995-97   | 46       | 1     |
| All Boys        | Argentina | 1998-99   | 3        | 0     |
| Total           | Total     | Total     | 400      | 6     |

### Como entrenador
| Club                  | País      | Año       |
| --------------------- | --------- | --------- |
| Villa San Carlos      | Argentina | 2010-2011 |
| El Porvenir           | Argentina | 2012      |
| Unión de Villa Krasue | Argentina | 2013      |
| General Paz Juniors   | Argentina | 2014      |

## Palmarés

### Campeonatos nacionales
| Título           | Club          | País      | Año  |
| ---------------- | ------------- | --------- | ---- |
| Primera División | Independiente | Argentina | 1983 |
| Primera División | River Plate   | Argentina | 1990 |
| Primera División | River Plate   | Argentina | 1991 |

### Campeonatos internacionales
| Título                | Club                | Sede       | Año  |
| --------------------- | ------------------- | ---------- | ---- |
| Copa Libertadores     | Independiente       | Avellaneda | 1984 |
| Copa Intercontinental | Independiente       | Tokio      | 1984 |
| Copa América          | Selección Argentina | Santiago   | 1991 |

## Vida personal
Es hermano de Héctor Enrique, también exfutbolista y campeón de la Copa Mundial de Fútbol de 1986. Sus otros dos hermanos, Rubén Enrique y Ramón Enrique, jugaron profesionalmente en equipos del ascenso argentino.